# Verkegards
Verkegards este o arie protejată (arie specială de conservare — SAC, sit de importanță comunitară — SCI) din Suedia întinsă pe o suprafață de 27,7 ha, integral pe uscat.

## Localizare
Centrul sitului Verkegards este situat la coordonatele 57°54′09″N 19°06′10″E / 57.9025°N 19.1029°E.

## Înființare
Situl Verkegards a fost declarat sit de importanță comunitară în decembrie 1998 pentru a proteja un număr necunoscut de specii din flora spontană și fauna sălbatică aflate în arealul zonei. Situl a fost protejat și ca arie specială de conservare în martie 2011.

## Biodiversitate
Situată în ecoregiunea boreală, aria protejată conține 4 habitate naturale: Pajiști uscate seminaturale și facies de acoperire cu tufișuri pe substraturi calcaroase (Festuco-Brometalia) (* situri importante pentru orhidee), Alvar nordic și șisturi calcaroase precambriene, Mlaștini calcaroase cu Cladium mariscus și specii de Caricion davallianae, Pășuni din zone de pădure fino-scandinave.
La baza desemnării sitului se află un număr nedeclarat de specii protejate.